# Liste des femmes pilotes de Formule 1
Cinq femmes pilotes ont participé à un weekend de Grand Prix de Formule 1 ; seules deux se sont qualifiées et ont pris le départ d'une course. Lella Lombardi, avec 17 participations et 12 départs est la plus capée.
Desiré Wilson est la seule femme vainqueur d'une course de Formule 1, disputée hors-championnat du monde, lorsqu'elle a remporté, à Brands Hatch, une manche le championnat britannique Aurora F1 le 7 avril 1980.

## Histoire

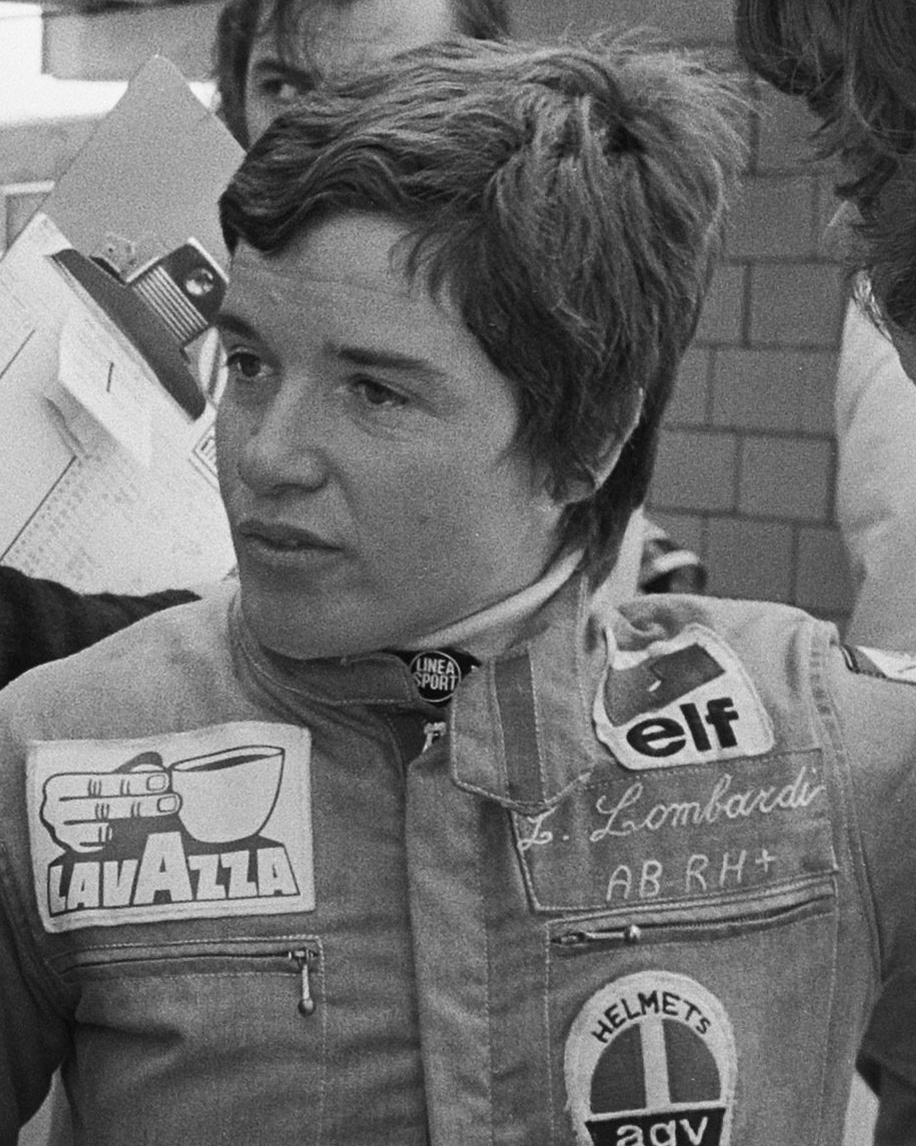
Lella Lombardi est la seule femme à avoir marqué en Formule 1 (0,5 point).

L'implication des femmes dans la Formule 1 débute avec l'Italienne Maria Teresa De Filippis qui a participé à cinq courses au cours des saisons 1958 et 1959 et a pris le départ de trois d'entre elles, obtenant comme meilleur résultat une dixième place au Grand Prix de Belgique 1958,,.
Quinze ans plus tard, une autre italienne, Lella Lombardi, prend part, pendant trois saisons, de 1974 à 1976, à dix-sept courses et le départ de douze épreuves, obtenant comme meilleur résultat une place de sixième au Grand Prix d'Espagne 1975, arrêté avant que les trois quarts de la distance de course prévue ne soient parcourus. En inscrivant un demi-point. Lombardi est la seule femme à avoir marqué en championnat du monde de Formule 1,,,.
En 1976, la Britannique Divina Galica tente de se qualifier pour le Grand Prix de Grande-Bretagne, seul Grand Prix de Formule 1 dans lequel plusieurs femmes sont engagées ; aucune ne parvient à se qualifier,,,.
En 1980, la Sud-Africaine Desiré Wilson tente de se qualifier pour le Grand Prix automobile de Grande-Bretagne 1980, sans succès. La même année, elle devient la seule femme à remporter une course de Formule 1 en remportant, le 7 avril 1980, à Brands Hatch, une manche du championnat britannique Aurora F1. Depuis cette victoire, une tribune porte son nom à Brands Hatch,. Elle monte sur la deuxième marche du podium lors de la manche de Thruxton puis obtient un nouveau podium en terminant troisième à Mallory Park. Avec 21 points, elle se classe sixième du championnat.
La dernière femme à avoir tenté de se qualifier pour un Grand Prix de Formule 1 est l'Italienne Giovanna Amati, au début de la saison 1992. Après trois échecs, elle est remplacée par Damon Hill qui a réussi à se qualifier à deux reprises en huit tentatives,,.

## Pilotes officielles
Les pilotes listées dans ce tableau sont celles qui ont participé à un Grand Prix. Les départs réels sont indiqués entre parenthèses.
| # | Nom                      | Saisons     | Équipes                                     | Engagements (départs) | Points |
| - | ------------------------ | ----------- | ------------------------------------------- | --------------------- | ------ |
| 1 | Maria Teresa De Filippis | 1958 – 1959 | Maserati, Behra-Porsche                     | 5 (3)                 | 0      |
| 2 | Lella Lombardi           | 1974 – 1976 | March Engineering, RAM Racing, Williams     | 17 (12)               | 0,5    |
| 3 | Divina Galica            | 1976, 1978  | Surtees Racing Organisation, Hesketh Racing | 3 (0)                 |        |
| 4 | Desiré Wilson            | 1980        | Williams                                    | 1 (0)                 |        |
| 5 | Giovanna Amati           | 1992        | Brabham Racing Organisation                 | 3 (0)                 |        |

## Pilotes de test et pilotes de développement

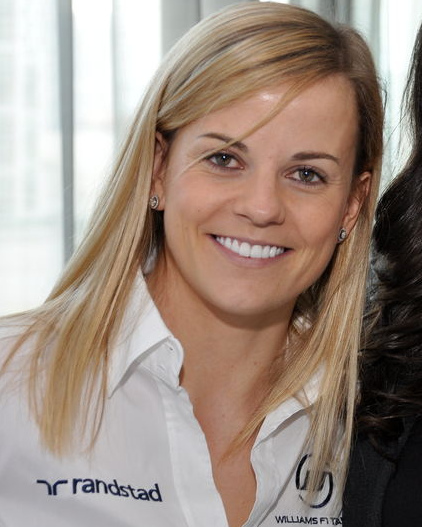
La pilote d'essai Susie Wolff

Certaines pilotes féminines ont participé à des tests hors compétition et à des sessions d'essais avec des équipes de Formule 1.
Sarah Fisher, pilote d'IndyCar, a effectué une session de démonstration avec McLaren après des premiers essais pour le Grand Prix des États-Unis 2002.
Katherine Legge a effectué des tests avec Minardi sur le circuit de Vallelunga en 2005.
En 2012, Williams engage Susie Wolff en tant que pilote de développement et d'essai. Deux ans plus tard, elle participe à la première séance d'essais libres du Grand Prix de Grande-Bretagne à Silverstone,,.
María de Villota, fille du pilote espagnol Emilio de Villota a effectué des essais en ligne droite pour Marussia pendant une courte période, jusqu'à son accident en 2012 à l'aérodrome de Duxford où elle percute, à faible vitesse, le hayon élévateur baissé d'un camion. Elle meurt l'année suivante,.
En 2014, Sauber engage la pilote d'IndyCar Simona de Silvestro en tant que pilote affiliée, avec pour objectif de la faire concourir en 2015.
En 2015, Lotus F1 Team signe avec Carmen Jordá un contrat comprenant la participation à une course.
Sauber a aussi engagé la pilote colombienne Tatiana Calderón comme pilote de développement pour la saison 2017. Calderón est promue du rôle de pilote de développement à celui de pilote d'essai en 2018 et teste une monoplace de Formule 1 pour la première fois avec Sauber au Mexique en octobre 2018,.
En 2019, la Williams Driver Academy recrute Jamie Chadwick, leader des W Series, en tant que pilote de développement. Chadwick a, par la suite, remporté les W Series 2019, W Series 2021 et W Series 2022 et poursuivi en tant que pilote de développement pour Williams en 2020 et 2021.